# Casamaccioli
Casamaccioli é uma comuna francesa na região administrativa de Córsega, no departamento da Alta Córsega. Estende-se por uma área de 36,17 km². 